# Philip Stanton
Philip Stanton (ur. w 1962 w Stanach Zjednoczonych) – amerykański artysta mieszkający w Barcelonie. Jest dyrektorem grupy Stanton Studio, której prace zawierają projekty multimedialne i instalacje artystyczne. Philip jest również autorem tekstów i ilustracji do książek dla dzieci wydawanych w Europie i Stanach Zjednoczonych.

## Życiorys

### Edukacja
Philip Stanton urodził się w Columbions, Ohio w Stanach Zjednoczonych. W wieku 4 lat jego rodzina przeprowadziła się na wschodnie wybrzeże Florydy, niedaleko Cape Kennedy.
Philip uzyskał dyplom licencjacki z zakresu sztuk pięknych w Rollins College na Florydzie oraz tytuł magistra ilustracji w School of Visual Arts w Nowym Jorku, gdzie pracował jako projektant i dyrektor wraz z Jean-Claude Sauares w Prentice Hall Press, oddziału Simon and Schuster.

### Barcelona
Po serii wypraw po Europie, w 1988 osiadł w Barcelonie. Miasto stało się odtąd ważnym odniesieniem i elementem w jego pracach. Śródziemnomorskie kolory i energia są odzwierciedlone w jego projektach na równi z podziwem dla 20-wiecznych mistrzów, Picasso i Matisse.
Od 1988 Stanton uczestniczył w ponad 60 wystawach, zarówno grupowych, jak i indywidualnych. Współpracował z wieloma wydawnictwami i magazynami (zaprojektowana przez niego okładka dla dodatku kulturalnego barcelońskiego dziennika La Vanguardia została nagrodzona przez ADGFAD i zaprezentowana w roczniku European Illustration/Illustration Now z 1992 roku), jak również firmami w Europie i Stanach Zjednoczonych.
W Hiszpanii jego prace zdobyły wiele nagród, w tym: 12 nagród Laus, nagrodę Apel. Mestres w dziedzinie literatury dziecięcej oraz nagrodę Jucenda w dziedzinie ilustracji, przyznaną przez APIC, katalońskie stowarzyszenia ilustratorów. Na arenie międzynarodowej jego prace zdobyły nagrody lub zostały zawarte w publikacjach Cresta Awards, rocznikach British Design and Art Direction Annual oraz Type Directors Club.
Philip Stanton jest również kierownikiem podyplomowych studiów ilustracji i profesorem ilustracji w EINA Art & Design School w Barcelonie.

### Ważniejsze prace
Philip jest autorem wielu instalacji takich jak: Palau Robert (1997-98), l’Aquarium de Barcelona (1998), rozpoczęcie ceremonii otwarcia Pucharu Europy (1999) w Barcelonie, zestawu projektów dla międzynarodowej trasy koncertowej „Serrat-Tarres”, grafiki pokrywającej mur placu budowy Agbar Tower autorstwa architekta Jean Nouvel (2001), dekoracji stacji metra Sagrada Familia (2002), fasady PG45 (2006) oraz platform użytych w paradzie „Cabalgata de reyes” w Barcelonie.

### Autor książek i ilustracji dla dzieci
Jako autor i ilustrator książek dla dzieci i dorosłych opublikował ponad 40 tytułów włączając współpracę z autorami takimi jak: Emili Teixidor, Jordi Sierra i Fabra, Ray Bradbury, Lee Bennett Hopkins, J. Patrick Lewis, Nadżib Mahfuz, Juan Carlos Martín Ramos, Tomàs Garcés oraz Jorge Zentner. Jest autorem książek “La Gata Misha” opowiadających historię fioletowej kotki.
Jego prace zostały wydane i przetłumaczone na wiele języków, w tym: angielski, hiszpański, francuski, niemiecki, kataloński i włoski.

## Publikacje

### Autor i ilustrator
- ¿Cómo te encuentras? Ed. Casterman, 1995, Spain
- Com et trobes? Ed. Casterman, 1995, Spain
- Comment te sents-tu? Ed. Casterman, 1995, France
- Hoe voel je je? Ed. Casterman, 1995, Holland
- ¿Sonidos o ruidos? Norma Editorial, 1995, Spain
- Sons o sorolls? Norma Editorial, 1995, Spain
- Jolis sons ou villains bruits? Ed. Casterman, 1995, France
- Wat voor geluid maakt het? Ed. Casterman, 1995, Holland
- ¡No quiero ser violeta! from the collection “Misha, la gata violeta” Grupo SM, 2006, Spain
- ¡Hoy no voy al cole! from the collection “Misha, la gata violeta” Grupo SM, 2006, Spain
- Es mío, ¡devuélvemelo! from the collection “Misha, la gata violeta” Grupo SM, 2006, Spain
- ¡No tengo sueño! from the collection “Misha, la gata violeta” Grupo SM, 2006, Spain
- El dentista es un monstruo, from the collection “Misha, la gata violeta” Grupo SM, 2007, Spain
- Un hermano, ¿para qué?, from the collection “Misha, la gata violeta” Grupo SM, 2007, Spain
- No vull ser violeta! de la colección “Misha, la gateta violeta” Ed. Baula, 2009, España
- És meu, Torna-m’ho! de la colección “Misha, la gateta violeta” Ed. Baula, 2009, España
- Avui no aniré a l’escola! de la colección “Misha, la gateta violeta” Ed. Baula, 2009, España
- No Tinc Son! de la colección “Misha, la gateta violeta” Ed. Baula, 2009, España
- El dentista és un monstre! de la colección “Misha, la gateta violeta” Ed. Baula, 2009, España
- Un germanet, per a què? de la colección “Misha, la gateta violeta” Ed. Baula, 2009, España

### Ilustrator
- Barcelona, la ciudad de los niños. Ediciones Pau S.L., 1995, Spain
- Las noches de las mil y una noches. Círculo de Lectores, 1997, Spain
- Aigua. Consorci de l’Auditori i l’Orquestra, 2003, Spain
- Ring 1-2-3 y el mundo nuevo. Apel·les Mestres Prize Editorial Planeta, S.A., 2003, Spain
- En Ring 1-2-3 i el món nou. Apel·les Mestres Prize Editorial Planeta, S.A., 2003, Spain
- Cócteles Ilustrados. Blur ediciones, 2004, Spain
- Poemamundi. Grupo Anaya, 2004, Spain
- En Ring 1-2-3 i el món nou. Planeta & Oxford, 2005, Spain
- Intercanvi. Perspectiva Editorial Cultural, S.A. – Aura Comunicació, 2005, Spain
- Got Geography!. Greenwillow Books, an imprint of HarperCollins, 2006, USA
- Cançó de Sega. Ed. Cruïlla, 2006, Spain
- En Ring 1-2-3 i la Lupa. Planeta & Oxford, 2007, Spain
- La Casa Vella. Editorial Planeta, 2007, Spain
- La Casa Vieja. Editorial Planeta, 2007, Spain
- Blind. Editorial Easy Readers, 2008, Dinamarca
- A la Tierra le ha salido una gotera. Grupo SM, 2008, España
- La Terra té una gotera. Grupo SM, 2008, España
- La cuina del Català de l´any. Editorial Primera Plana, 2008 España
- Chuf Chuf. Editorial Macmillan, 2009, España
- Txuf Txuf. Editorial Macmillan, 2009, España
- Gotas de colores. Editorial Satélite K, 2009, España
- Gotes de colors. Editorial Satélite K, 2009, España
- Josete y Bongo van de safari, 2010 Macmillan infantil. España

### Okładki
- Entre amigas. Ediciones Destino, 1999, Spain
- En la soledad del alba. Sopec Editorial, 1999, Spain
- Mis primeras 80 000 palabras. Media Vaca, 2002, Spain
- El topo a la luz del día. El Aleph, 2003, Spain

## Nagrody
- 1984 Sullivan Scholarship, Rollins College
- 1984 Orlando Advertising Foundation (OAF) Scholarship
- 1985 Orlando Advertising Foundation (OAF) Scholarship
- 1984 Who´s Who in American Colleges and Universities
- 1985 Who´s Who in American Colleges and Universities
- 1985 Albin C. Polasek Foundation Scholarship
- 1985 Cornell Foundation Scholarship
- 1985 Fishbach Foundation Scholarship
- 1986 Scripps Howard Newspaper Foundation Scholarship
- 1987 Fred C. Koch Foundation Scholarship
- 1987 Winter Park Community Trust Fund Scholarship
- 1987 MFA Leslie T. Posey Foundation Scholarship
- 1987 Award of Merit, CES Packaging Design Exposition, New York
- 1989 British Design and Art Direction Annual, London
- 1990 LAUS/ADGFAD Design Prizes: 3 bronze awards
- 1990 European Illustration/Illustration Now Juried Annual
- 1991 LAUS/ADGFAD Design Prizes: 1 silver award,2 bronces
- 1992 LAUS/ADGFAD Design Prizes: 1 silver award,
- 1993 LAUS/ADGFAD Design Prizes: Trophy “Alimentario”
- 1993 LAUS/ADGFAD Design Prizes: 1 silver award,1 bronze award
- 1994 Cresta Awards: Finalist, New York
- 1994 Typography 15, Type Director´s Club, New York
- 1994 LAUS/ADGFAD Design Prizes: 1 silver award
- 1995 LAUS/ADGFAD Design Prizes: 1 silver award
- 1996 Barcelona City Government Design Prizes: 1 gold award
- 1998 Centenary poster del Real Club de Tenis de Barcelona
- 2001 poster for XX Aniversario de la „Setmana del Cava”
- 2002 Finalist nacional Poster „Marc Martí”
- 2002 Plata Premios „Best Pack”
- 2003 XXIII Premio Destino Apel.les Mestres por “Ring 1-2-3 y el mundo nuevo”
- 2005 Junceda Illustration Prizes APIC, Barcelona

### Książki
- „El pols dels dies. 125 anys de La Vanguardia,” Daniel Giralt Miracle (autor sección de ilustración), Barcelona: La Vanguardia, 2006. s. 106 i 107
- Ignasi Vich. „World’s sign selection,” Barcelona: Index Book, 2002. s. 95, 107, 143
- Ramón Ubeda y Cristina Diaz. „Terminal B. Vol. I,” Barcelona; FAD (Foment de les arts Decoratives), 2007. s. 360–361
- Daniel Giralt Miracle. „Dibuixants, humoristes i il·lustradors de La Vanguardia 1881-2006,” Barcelona: Fundació Caixa Girona, 2006. Pag. 147
- James Henry Mann Jr, Nicolas Lampert, Raquel Pelta, Nadxieli Mannello. „Carteles contra una guerra. Signos por la paz,” Barcelona: Editorial Gustavo Gili, 2003
- Various authors. „Retrat de Barcelona. Vol II,” Carles Prats (autor sección de “Una Nova visió global”) Barcelona: Centre de Cultura Contemporània de Barcelona, 1995 str. 158-159
- Àngels Manzano, Ramón Úbeda, Maichael Bahr, Cristina Díaz. „Pez de Plata. Barcelona. Ciudad, creación, color,” Barcelona: BMW Ibérica, 2006. s. 68–69
- Various authors. „Nessuno uniforme. Grafica contro la guerra,” Milano: AIAP Assoziazione Italiana Progettazione per la Comunicazione Visiva, 2003. s. 19, 34 i 35.

### Prasa
- Tomás Hornos. “Ilustrar una atmósfera, el tono, sugerir interpretaciones.” Artegráfica Nº 10 (febrero 2005), s. 6–22
- Carlos Díaz. “Stanton Studio. Creación sin etiquetas”. Visual Nº 96 (2004) str. 116-122,
- Emili Teixidor. “Philip Stanton. Diario visual” Suplemento Culturas, La Vanguardia 21 June 2004, s. 12–13
- Antoni Mañach Moreno. “Philip Stanton” Revista Codig nº 72 (2003) str. 6 – 11
- Richard Schweid. “An exuberant cubist” Barcelona Metropolitan nº 64 (mayo 2002). s. 12–14
- Philip Stanton. “Cuadernos de Bolonia” CLIJ Cuadernos de Literatura Infantil y Juvenil Nº 18 (marzo 2005) str. 56-59
- Philip Stanton, “Autorretrato” CLIJ Cuadernos de Literatura Infantil y Juvenil Nº 169 (marzo 2004) str. 41-43
- Ricardo Nuno, “Interview with Philip Stanton” (on-line) Barceloca.com (July 19, 2002)